# Elezioni della Convenzione costituzionale cilena del 2021
Le elezioni della Convenzione costituzionale in Cile del 2021 si sono tenute il 15 e 16 maggio.
Poiché il progetto di legge costituzionale redatto è stato rifiutato in un referendum, nuove elezioni per l’organo, rinominato Consiglio costituzionale, sono state schedulate per il 2023.

## Risultati
| Liste                                  | Voti      | %     | Seggi |
| -------------------------------------- | --------- | ----- | ----- |
| Unione Democratica Indipendente        | 447 032   | 7,83  | 17    |
| Rinnovamento Nazionale                 | 413 057   | 7,23  | 15    |
| Evoluzione Politica                    | 255 069   | 4,47  | 5     |
| Partito Repubblicano                   | 59 344    | 1,04  | –     |
| Totale Vamos por Chile                 | 1 174 502 | 20,56 | 37    |
| Rivoluzione Democratica                | 342 199   | 5,99  | 9     |
| Partito Comunista del Cile             | 285 216   | 4,99  | 7     |
| Convergencia Social                    | 184 320   | 3,23  | 6     |
| Federazione Regionalista Verde Sociale | 99 411    | 1,74  | 4     |
| Comunes                                | 91 659    | 1,60  | 1     |
| Partito Uguaglianza                    | 67 556    | 1,18  | 1     |
| Totale Apruebo Dignidad                | 1 070 361 | 18,74 | 28    |
| La Lista del Pueblo                    | 927 603   | 16,24 | 26    |
| Partito Socialista del Cile            | 276 455   | 4,84  | 15    |
| Partito Democratico Cristiano del Cile | 208 339   | 3,65  | 2     |
| Partito per la Democrazia              | 147 356   | 2,58  | 3     |
| Partito Liberale del Cile              | 71 283    | 1,25  | 3     |
| Partito Radicale del Cile              | 67 411    | 1,18  | 1     |
| Partito Progressista                   | 32 917    | 0,58  | 1     |
| Ciudadanos                             | 21 636    | 0,38  | –     |
| Totale Lista del Apruebo               | 825 397   | 14,45 | 25    |
| Independientes No Neutrales            | 473 194   | 8,29  | 11    |
| Movimenti Sociali Indipendenti         | 243 986   | 4,27  | 3     |
| Partito Ecologista Verde del Cile      | 194 783   | 3,41  | –     |
| Partito dei Lavoratori Rivoluzionari   | 52 421    | 0,92  | –     |
| Unione Patriottica                     | 42 135    | 0,74  | –     |
| Cittadini Cristiani                    | 37 479    | 0,66  | –     |
| Partito Umanista                       | 29 084    | 0,51  | –     |
| Liste indipendenti                     | 408 289   | 7,15  | 7     |
| Candidati indipendenti                 | 232 020   | 4,06  | –     |
| Totale                                 | 5 711 254 | 100   | 138   |

- Sono sopra riportati i risultati ufficiosi

## Liste e distribuzione del voto

### Liste concorrenti
| Liste                                | Contrassegno |
| ------------------------------------ | --- |
| Vamos por Chile                      | XP |
| Apruebo Dignidad                     | YQ |
| La Lista del Pueblo                  | E - G - J - N - Q - S - WD - WJ - XC - XD - XJ - XT - YL - YP - ZD - ZE - ZI - ZN                                                        |
| Lista del Apruebo                    | YB |
| Independientes No Neutrales          | I - L - XR - YF - YV - ZA - ZT - YU (lista comune)                                                                                       |
| Movimenti Sociali Indipendenti       | T - XI - YK - YT - ZH - ZK - ZL - YU (lista comune)                                                                                      |
| Partito Ecologista Verde del Cile    | XA |
| Partito dei Lavoratori Rivoluzionari | ZR |
| Unione Patriottica                   | ZB |
| Cittadini Cristiani                  | YX |
| Partito Umanista                     | XG |
| Liste indipendenti                   | A - D - F - H - P - W - WB - WE - WI - WK - XB - XF - XH - XL - XM - XN - XV - YD - YE - YI - YO - YS - YZ - ZF - ZM - ZQ - ZW - ZY - ZZ |
| Candidati indipendenti               | - |

### Riepilogo per regione
| Regione                      | Vamos por Chile | Apruebo Dignidad | La Lista del Pueblo | Lista del Apruebo | Independientes No Neutrales | Movimenti Sociali Indipendenti | Partito Ecologista Verde | Altri (ZR+ZB+YX+XG) | Liste indipendenti | Candidati indipendenti | Totale    |
| ---------------------------- | --------------- | ---------------- | ------------------- | ----------------- | --------------------------- | ------------------------------ | ------------------------ | ------------------- | ------------------ | ---------------------- | --------- |
| Arica e Parinacota           | 8.188           | 9.389            | -                   | 10.058            | 6.763                       | -                              | -                        | 2.128               | 10.477             | 10.276                 | 57.279    |
| Tarapacá                     | 15.313          | 18.640           | 5.978               | 8.467             | -                           | -                              | -                        | -                   | 22.145             | 8.158                  | 78.701    |
| Antofagasta                  | 21.247          | 22.924           | 25.993              | 14.845            | 13.161                      | -                              | -                        | 10.651              | 31.466             | 15.003                 | 155.290   |
| Atacama                      | 9.631           | 16.409           | 18.424              | 12.002            | 15.122                      | -                              | 6.383                    | -                   | -                  | 4.445                  | 82.416    |
| Coquimbo                     | 35.030          | 37.401           | 58.516              | 36.743            | -                           | -                              | 10.481                   | -                   | 47.364             | -                      | 225.535   |
| Valparaíso                   | 125.109         | 140.036          | 121.559             | 93.878            | 51.578                      | 54.074                         | -                        | 26.620              | 31.765             | 14.830                 | 659.449   |
| Santiago                     | 512.116         | 538.186          | 432.223             | 316.755           | 212.708                     | 129.529                        | 102.030                  | 64.181              | 100.583            | 79.540                 | 2.487.851 |
| Libertador                   | 62.733          | 48.875           | 35.120              | 46.468            | -                           | -                              | 19.297                   | 10.184              | 60.190             | 40.482                 | 323.349   |
| Maule                        | 91.694          | 64.489           | 64.709              | 55.083            | 18.004                      | 33.569                         | -                        | -                   | 11.421             | -                      | 338.969   |
| Ñuble                        | 39.056          | 18.877           | 32.364              | 21.957            | 20.193                      | -                              | 6.694                    | 6.493               | -                  | 11.036                 | 156.670   |
| Bío Bío                      | 91.346          | 73.200           | 35.099              | 71.151            | 64.286                      | -                              | 35.655                   | 17.678              | 60.284             | 24.799                 | 473.498   |
| Araucanía                    | 60.158          | 20.447           | 34.475              | 38.489            | 28.448                      | 26.714                         | 8.791                    | 14.680              | -                  | 9.785                  | 241.987   |
| Los Ríos                     | 24.658          | 15.623           | 15.344              | 31.064            | 8.901                       | -                              | 5.310                    | 3.399               | 9.954              | -                      | 114.253   |
| Los Lagos                    | 60.252          | 32.237           | 33.551              | 51.634            | 29.976                      | -                              | -                        | 4.049               | 6.027              | 13.725                 | 231.451   |
| Aysén                        | 8.687           | 5.645            | 5.043               | 10.045            | -                           | -                              | -                        | -                   | 3.299              | -                      | 32.719    |
| Magellano e Antartide Cilena | 9.948           | 9.276            | 9.510               | 7.049             | 4.268                       | -                              | -                        | 976                 | 13.414             | -                      | 54.441    |
| Totale                       | 1.175.166       | 1.071.654        | 927.908             | 825.688           | 473.408                     | 243.886                        | 194.641                  | 161.039             | 408.389            | 232.079                | 5.713.858 |

- Sono sopra riportati i risultati ufficiali.